# Seoul Music Awards
Seoul Music Awards (hangul: 서울가요대상) är en årlig musikgala i Sydkorea sedan 1990 där musikpriser delas ut. Den presenteras av tidskriften Sports Seoul. Ceremonin hålls i januari eller februari varje år och har under de senaste åren sänts på TV-kanalen KBS. Priser tilldelas baserat på en kombinering av försäljningsstatistik, en domarpanel, omröstning på internet och SMS-röster. Seoul Music Awards har hållits varje år förutom 2005 och 2007.

## Evenemang

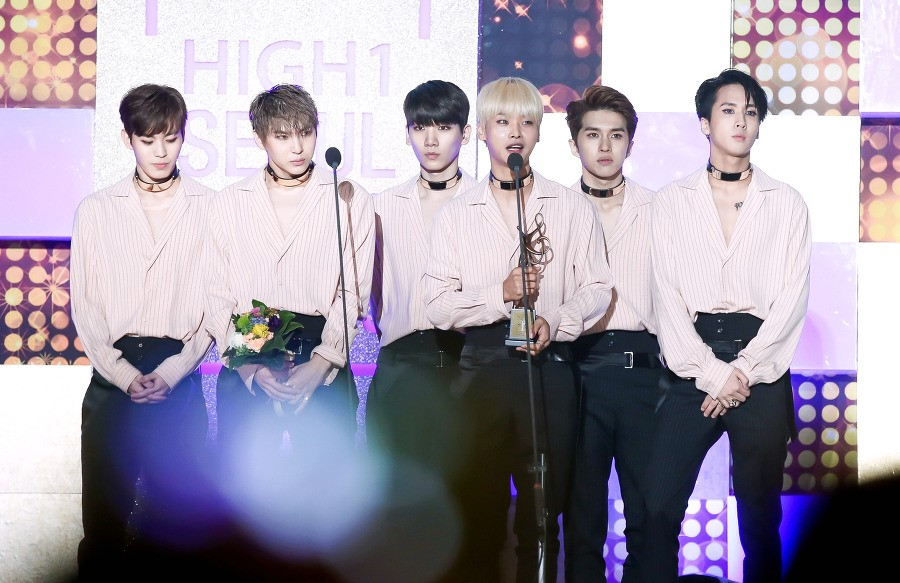
VIXX tar emot pris vid Seoul Music Awards den 14 januari 2016 i Olympic Gymnastics Arena i Seoul.

| Upplaga   | Datum            | Plats                                | Programledare                     |
| --------- | ---------------- | ------------------------------------ | --------------------------------- |
| #17: 2008 | 31 januari 2008  | Kangwon Land High1 Hotel, Gangwon    | N/A                               |
| #18: 2009 | 12 februari 2009 | Taebaek Gowon Auditorium, Taebaek    | N/A                               |
| #19: 2010 | 3 februari 2010  | Olympic Fencing Gymnasium, Seoul     | N/A                               |
| #20: 2011 | 20 januari 2011  | Kyunghee University, Seoul           | N/A                               |
| #21: 2012 | 19 januari 2012  | Olympic Gymnastics Arena, Seoul      | N/A                               |
| #22: 2013 | 31 januari 2013  | SK Olympic Handball Gymnasium, Seoul | N/A                               |
| #23: 2014 | 23 januari 2014  | Jamsil Arena, Seoul                  | N/A                               |
| #24: 2015 | 22 januari 2015  | Olympic Gymnastics Arena, Seoul      | Eunhyuk, Eunji, Seo Kyung-seok    |
| #25: 2016 | 14 januari 2016  | Olympic Gymnastics Arena, Seoul      | Jun Hyun-moo, Lee Ha-nui, Hani    |
| #26: 2017 | 19 januari 2017  | Jamsil Arena, Seoul                  | Heechul, Tak Jae-hoon, Jeon So-mi |

## Kategorier
- Årets artist tilldelas årets bästa artister och vinnarna inom kategorin väljs baserat på 40% försäljningsstatistik, 30% domarpanel, 20% SMS-röster och 10% omröstning på internet. Totalt tolv artister får ta emot pris i kategorin varav en av dem får ta emot själva huvudpriset. Priset har tilldelats varje år sedan 1990 men konceptet att ge pris till flera artister istället för en artist introducerades 1997.
- Årets nya artist tilldelas de bästa nya artisterna som debuterat under det gångna året och vinnarna inom kategorin väljs baserat på 40% försäljningsstatistik, 30% domarpanel, 20% SMS-röster och 10% omröstning på internet. Priset har tilldelats varje år sedan 1990.
- Årets album tilldelas årets bästa album och vinnaren inom kategorin väljs baserat på 40% försäljningsstatistik, 30% domarpanel, 20% SMS-röster och 10% omröstning på internet. Priset har tilldelats varje år sedan 2008.
- Årets låt tilldelas årets bästa låt och vinnaren inom kategorin väljs baserat på 40% försäljningsstatistik, 30% domarpanel, 20% SMS-röster och 10% omröstning på internet. Priset har tilldelats varje år sedan 2008.
- Årets val (av fans) har tilldelats en eller flera artister varje år sedan 2000, förutom åren 2002 och 2003. Inför varje års prisutdelning tillåts folk att rösta på internet för att få fram de populäraste artisterna från det gångna året.
- Hallyu-priset tilldelas en artist som uppnått internationell framgång eller popularitet utanför Sydkoreas gränser under det gångna året. Priset har tilldelats varje år sedan 2001 och har vid ett tillfälle tilldelats två olika artister samma år (2004).

## Vinnare

### Årets artist
| Upplaga   | Vinnare               | Vinnare |
| Upplaga   | Huvudpriset (Daesang) | Övriga pristagare (Bonsang) |
| --------- | --------------------- | --- |
| #26: 2017 | EXO                   | BTS, GFriend, Got7, Mamamoo, Red Velvet, Sechs Kies Seventeen, Taeyeon, Twice, Zico, VIXX                                       |
| #25: 2016 | EXO                   | Apink, Big Bang, BTS, EXID, Red Velvet, SHINee Sistar, Taeyeon, VIXX, Yoon Mi-rae, Zion.T                                       |
| #24: 2015 | EXO                   | AOA, Apink, B1A4, Beast, BTS, Girl's Day Girls' Generation-TTS, Infinite, Sistar, Super Junior, VIXX                            |
| #23: 2014 | EXO                   | 4Minute, Apink, B.A.P, B1A4, Beast, Cho Yong-pil Girls' Generation, Infinite, SHINee, Sistar, VIXX                              |
| #22: 2013 | Psy                   | 2NE1, Big Bang, Epik High, f(x), Huh Gak, Lee Seung-gi Miss A, Secret, SHINee, Sistar, Super Junior                             |
| #21: 2012 | Super Junior          | 4Minute, Beast, FTISLAND, Girls' Generation, IU, Kara Lee Seung-gi, Miss A, Secret, Sistar, T-ara                               |
| #20: 2011 | Girls' Generation     | 2AM, 4Minute, Beast, FTISLAND, IU Miss A, Secret, SHINee, Son Dam-bi                                                            |
| #19: 2010 | Girls' Generation     | 2PM, Baek Ji-young, Brown Eyed Girls, Davichi, Kara SHINee, Son Dam-bi, Super Junior, Kim Tae-woo                               |
| #18: 2009 | Wonder Girls          | Baek Ji-young, Big Bang, Brown Eyed Girls, Jang Yun-jeong, Kim Jong-kook SG Wannabe, Son Dam-bi, SS501, TVXQ                    |
| #17: 2008 | Big Bang              | Baek Ji-young, Epik High, Eru, Jang Yun-jeong, MC the Max SeeYa, SG Wannabe, Super Junior, V.O.S                                |
| #16: 2006 | TVXQ                  | Baek Ji-young, Jang Yun-jeong, MC Mong, Park Jung-ah, SG Wannabe Shin Seung-hun, Son Ho-young, Turtles, VIBE                    |
| #15: 2004 | Shinhwa               | Cho PD, Kim Jong-kook, Koyote, Lee Seung-chul, Lee Soo-young Park Hyo-shin, Rain, Shin Seung-hun, TVXQ                          |
| #14: 2003 | Lee Hyori             | Baby Vox, Fly to the Sky, Jewelry, Koyote, Rain Shinhwa, Wax, Wheesung, Yoon Do-hyun Band                                       |
| #13: 2002 | BoA                   | Cool, Koyote, Jang Na-ra, Lee Soo-young, Park Hyo-shin Shinhwa, Sung Si-kyung, Yoon Do-hyun Band, Wax                           |
| #12: 2001 | Kim Gun-mo            | Fin.K.L, g.o.d, Im Chang-jung, Kangta, Lee Jung-hyun, Park Ji-yoon Shin Seung-hun, Tae Jin-ah, Uhm Jung-hwa, Wax, Yoo Seung-jun |
| #11: 2000 | Jo Sung-mo            | Fin.K.L, g.o.d, Im Chang-jung, Lee Jung-hyun, Park Ji-yoon Shin Seung-hun, Tae Jin-ah, Uhm Jung-hwa, Yoo Seung-jun              |
| #10: 1999 | Jo Sung-mo / Fin.K.L  | Baby Vox, Clon, Country Kko Kko, H.O.T., Im Chang-jung Kim Gun-mo, Sechs Kies, Song Dae-kwan, Uhm Jung-hwa                      |
| #9: 1998  | H.O.T. / Sechs Kies   | Fin.K.L, Kim Gun-mo, Kim Jong-hwan, Kim Kyung-ho S.E.S., Song Dae-kwan, Turbo, Uhm Jung-hwa                                     |
| #8: 1997  | H.O.T.                | DJ Doc, Im Chang-jung, Jinusean, Kim Kyung-ho, Park Jin-young Sechs Kies, Turbo, Uhm Jung-hwa, UP                               |
| #7: 1996  | Clon                  | — |
| #6: 1995  | Roo'ra                | — |
| #5: 1994  | Kim Gun-mo            | — |
| #4: 1993  | Seo Taiji and Boys    | — |
| #3: 1992  | Seo Taiji and Boys    | — |
| #2: 1991  | Tae Jin-ah            | — |
| #1: 1990  | Byun Jin-sub          | — |

### Årets nya artist
| Upplaga   | Artist                                               |
| --------- | ---------------------------------------------------- |
| #26: 2017 | Black Pink, I.O.I, NCT 127                           |
| #25: 2016 | GFriend, iKON, Seventeen                             |
| #24: 2015 | Eddy Kim, Got7, Red Velvet                           |
| #23: 2014 | BTS, Crayon Pop, Lim Kim                             |
| #22: 2013 | Ailee, B.A.P, EXO, Lee Hi                            |
| #21: 2012 | Apink, B1A4, Boyfriend                               |
| #20: 2011 | CNBLUE, Sistar, The Boss                             |
| #19: 2010 | After School, Beast, T-ara                           |
| #18: 2009 | Davichi, Mighty Mouth, SHINee                        |
| #17: 2008 | FTISLAND, Girls' Generation, Wonder Girls            |
| #16: 2006 | Brown Eyed Girls, SeeYa, Super Junior                |
| #15: 2004 | Lee Seung-gi, SG Wannabe, TVXQ                       |
| #14: 2003 | Big Mama, Maya, Se7en                                |
| #13: 2002 | Rain, Rizi, Wheesung                                 |
| #12: 2001 | Brown Eyes, Jadu, Morning Bond, Sung Si-kyung, To-ya |
| #11: 2000 | Hwayobi, J.ae                                        |
| #10: 1999 | Chae Jung-an, Koyote, Lee Jung-hyun, Sharp           |
| #9: 1998  | Jo Sung-mo, Kim Hyun-jung, NRG, Yoo Ri               |
| #8: 1997  | Lee Ji-hoon, Yangpa                                  |
| #7: 1996  | Young Turks Club                                     |
| #6: 1995  | Sung Jin-woo, Yook Gak-soo                           |
| #5: 1994  | Go Bon-seung                                         |
| #4: 1993  | Choi Yeon-je                                         |
| #3: 1992  | Lee Deok-jin, Seo Taiji and Boys                     |
| #2: 1991  | Shim Shin, Shin Seung-hun                            |
| #1: 1990  | Kim Min-woo, Shin Hae-chul                           |

### Årets album
| Upplaga   | Artist        | Albumtitel                        |
| --------- | ------------- | --------------------------------- |
| #26: 2017 | BTS           | Wings                             |
| #25: 2016 | BoA           | Kiss My Lips                      |
| #24: 2015 | Beast         | Time                              |
| #23: 2014 | Cho Yong-pil  | Hello                             |
| #22: 2013 | G-Dragon      | One of a Kind                     |
| #21: 2012 | IU            | Last Fantasy                      |
| #20: 2011 | Psy           | PsyFive                           |
| #19: 2010 | Drunken Tiger | Feel gHood Muzik : The 8th Wonder |
| #18: 2009 | Big Bang      | Remember                          |
| #17: 2008 | Epik High     | Remapping the Human Soul          |

### Årets låt
| Upplaga   | Artist            | Låttitel         |
| --------- | ----------------- | ---------------- |
| #26: 2017 | Twice             | "Cheer Up"       |
| #25: 2016 | Big Bang          | "Bang Bang Bang" |
| #24: 2015 | Soyou & Junggigo  | "Some"           |
| #23: 2014 | EXO               | "Growl"          |
| #22: 2013 | Sistar            | "Alone"          |
| #21: 2012 | T-ara             | "Roly-Poly"      |
| #20: 2011 | IU                | "Good Day"       |
| #19: 2010 | Girls' Generation | "Gee"            |
| #18: 2009 | Wonder Girls      | "Nobody"         |
| #17: 2008 | Big Bang          | "Lies"           |

### Årets val (av fans)
| Upplaga   | Artist                          |
| --------- | ------------------------------- |
| #26: 2017 | SHINee                          |
| #25: 2016 | Kim Jun-su                      |
| #24: 2015 | Taemin                          |
| #23: 2014 | B1A4, SHINee                    |
| #22: 2013 | Lee Seung-gi, SHINee            |
| #21: 2012 | Girls' Generation, Lee Seung-gi |
| #20: 2011 | Girls' Generation, SHINee       |
| #19: 2010 | 2PM, Super Junior               |
| #18: 2009 | Big Bang, TVXQ                  |
| #17: 2008 | Super Junior                    |
| #16: 2006 | Super Junior, TVXQ              |
| #15: 2004 | Shinhwa, TVXQ                   |
| #12: 2001 | Click-B                         |
| #11: 2000 | Baby Vox, Click-B, SKY          |

### Hallyu-priset
| Upplaga   | Artist                 |
| --------- | ---------------------- |
| #26: 2017 | Astro                  |
| #25: 2016 | EXO                    |
| #24: 2015 | Infinite               |
| #23: 2014 | SHINee                 |
| #22: 2013 | Super Junior           |
| #21: 2012 | Kara                   |
| #20: 2011 | Girls' Generation      |
| #19: 2010 | Super Junior           |
| #18: 2009 | SS501                  |
| #17: 2008 | Paran                  |
| #16: 2006 | Kangta                 |
| #15: 2004 | Baby Vox, Park Yong-ha |
| #14: 2003 | S                      |
| #13: 2002 | Baby Vox               |
| #12: 2001 | Kim Hyun-jung          |